# قلمرو موراکامی
قلمروی موراکامی (انگلیسی: Murakami Domain) یک هان (ژاپن) تحت امر شوگون‌سالاری توکوگاوا در دوره ادو بود. امروزه با استان نیگاتا برابر دانسته می‌شود.